# Richard Neville

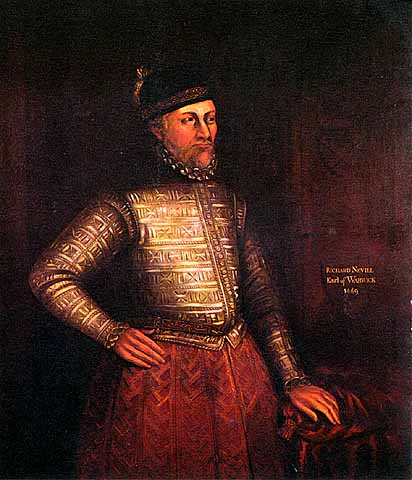
Warwick op een schilderij in het bezit van de familie Neville

Richard Neville, 16e graaf van Warwick (Middleham, 22 november 1428 - Barnet, 14 april 1471) was een Engels militair aanvoerder ten tijde van de Rozenoorlogen. Hij was aanvankelijk een bondgenoot van het Huis York en zette Eduard IV op de troon. Uit onvrede met het beleid van deze laatste liep hij over naar het Huis Lancaster en herstelde hij Hendrik VI in zijn macht. Dit leverde hem de bijnaam koningmaker op.

## Biografie
Warwick stamde uit het Huis Neville die een grote machtsbasis had in het noorden van Engeland, in het graafschap Durham. De familie onderhield een langdurige machtsconflict met het Huis Percy, dat zijn invloed zag afnemen na de dood van Henry Percy.
Hij was de oudste zoon van zijn gelijknamige vader en Alice Montague, de erfgename van het graafschap Salisbury. Zelf trouwde hij in 1449 met Anne Beauchamp, de erfgename van het graafschap Warwick na de dood van haar broer de hertog van Warwick. Neville werd hierdoor jure uxoris de zestiende graaf van Warwick en kwam in het bezit van uitgestrekte landgoederen. Deze erfenis werd echter gecontesteerd door Annes halfzusters, waarvan er een was getrouwd met Edmund Beaufort, hertog van Somerset. Dit geschil leidde in 1453 tot een open conflict met deze gunsteling van koning Hendrik VI.
Warwick verleende dan ook zijn steun aan zijn aangetrouwde oom Richard van York, toen deze het landsbestuur tijdens de ziekte van de koning trachtte in handen te krijgen. York en Warwick maakten zich meester van de koning tijdens de Eerste Slag bij St Albans in 1455, waarbij de hertog van Somerset omkwam. Spoedig echter nam koningin Margaretha de teugels zelf in handen. Warwick werd weggepromoveerd tot commandant van Calais.
Bij het heropflakkeren van de strijd in 1459 keerde Warwick terug naar Engeland. Door het overlopen van zijn troepen uit Calais naar de Lancasters werd de Slag bij Ludford Bridge verloren en moesten de Yorkse leiders een veilig onderkomen zoeken in Calais of Ierland. In 1460 keerden Warwick, Salisbury en Yorks oudste zoon Eduard van March terug en kregen ze Londen in handen. Warwick versloeg de Lancasters hierop in de Slag bij Northampton en nam voor de tweede maal koning Hendrik VI gevangen.

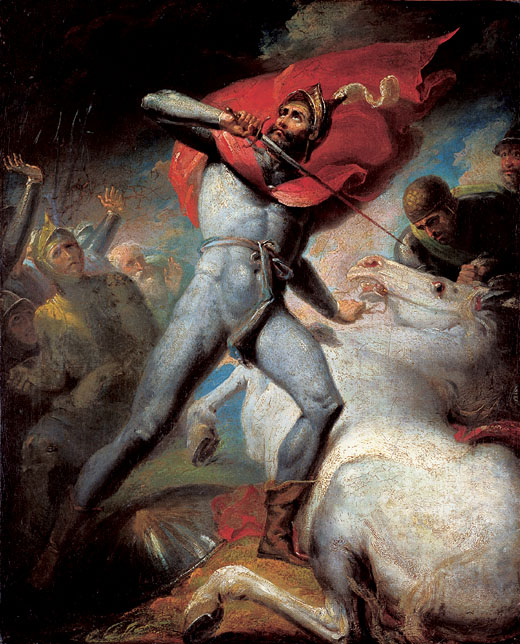
De legende wil dat Warwick voorafgaande aan de slag bij Towton de gelofte aflegde niet van het slagveld te vluchten en om dit kracht bij te zetten, zijn paard doodde.

Eind 1460 werden Warwicks vader Salisbury en Richard van York gedood in de Slag bij Wakefield. Warwick zelf verloor de Tweede Slag bij St Albans in februari 1461 van koningin Margaretha. Niettemin versloeg hij de Lancasters in de Slag bij Ferrybridge en de dag nadien, verpletterend, in de Slag bij Towton.
Deze overwinning bezegelde de Yorkse triomf: Eduard van York werd gekroond tot koning Eduard IV. Hiermee was Warwick op het toppunt van zijn macht. Warwicks jongere broer George werd aartsbisschop van York en kanselier. Zijn andere broer John werd graaf van Northumberland, ten nadele van de Lancasters gezinde Percys. De jongere broers van de nieuwe koning, George van Clarence en Richard van Gloucester, werden onder zijn hoede gesteld.
Met het oog op een toenadering tot Frankrijk onderhandelde Warwick een huwelijk van Eduard IV met de schoonzus van de nieuwe koning Lodewijk XI van Frankrijk. Tot zijn ergernis maakte koning Eduard in september 1464 bekend dat hij al getrouwd was. Bovendien leek het er op dat de keuze van de nieuwe koningin Elizabeth Woodville en de begunstiging van haar familieleden de machtspositie van Warwick aan het hof aantastte. Voor de onderhandelingen over een huwelijkskandidaat voor Margaretha van York, zuster van de koning, verkoos Warwick een Franse alliantie, terwijl de familie Woodville meer heil zag in een verbond met de Bourgondische hertogen. Tegen de herfst van 1467 was het duidelijk dat Warwick zich meer en meer verzette tegen het beleid van koning Eduard IV.
In 1469 sloot Warwick een verbond met George van Clarence, bezegeld door het huwelijk met zijn oudste dochter Isabella. In het noorden van het land orkestreerde Warwick een opstand. Het opstandelingenleger versloeg de koninklijke troepen in de Slag bij Edgecote Moor. In de anarchie die hierop volgde, nam aartsbisschop George Neville koning Eduard IV gevangen. Toen bleek dat het land niet kon geregeerd worden zonder de steun van de koning, liet Warwick de koning vrij en verzoende zich schijnbaar met hem. Zijn dubbelspel kwam echter aan het licht en Warwick en Clarence vluchtten naar Frankrijk.

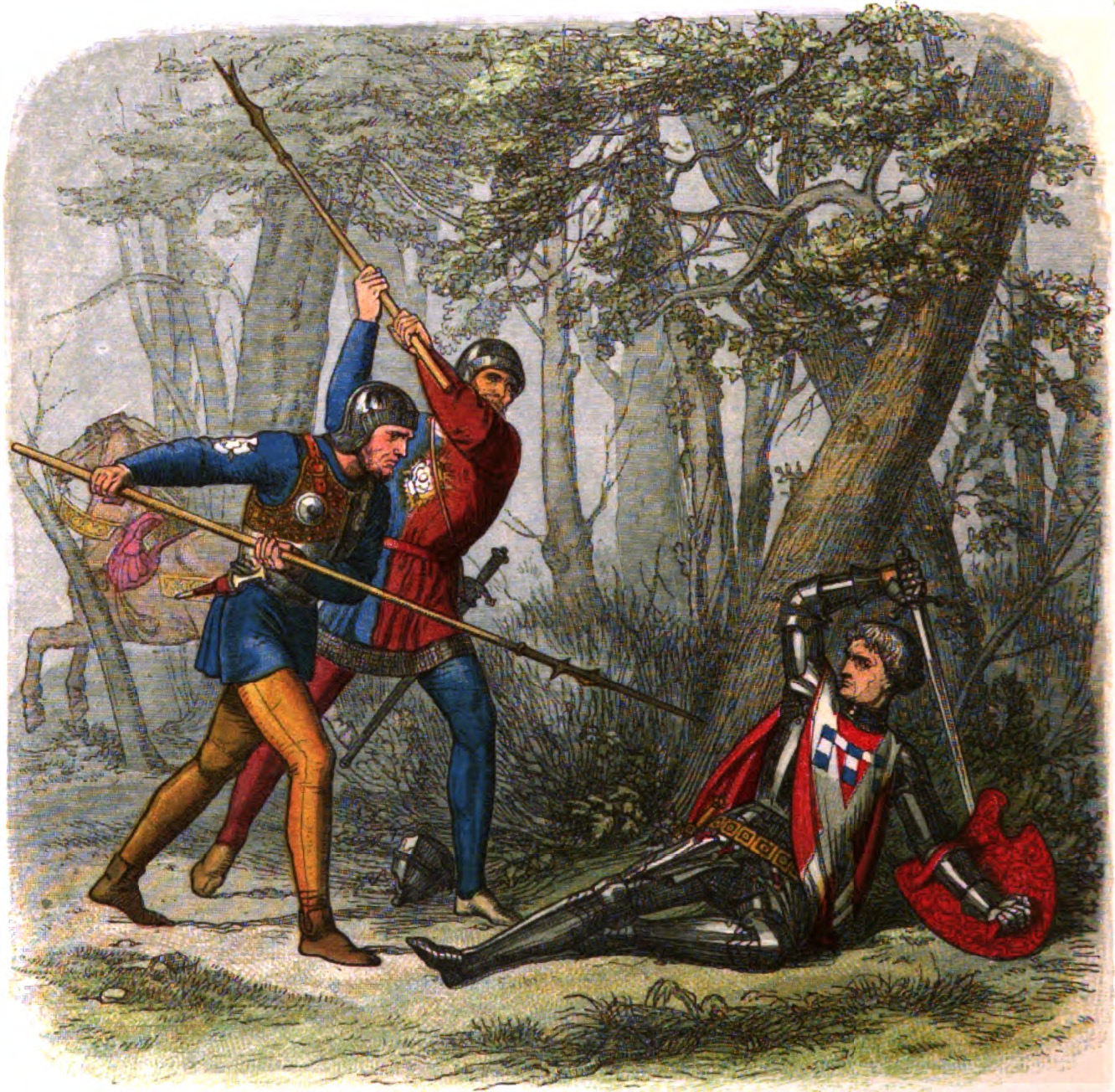
Warwick wordt gedood in de Slag bij Barnet.

In Frankrijk verzoende Warwick zich met Margaretha, de koningin in ballingschap. Een huwelijk werd afgesproken tussen Warwicks dochter Anna en de Lancasterse prins van Wales, Eduard van Westminster. Met de steun van Lodewijk XI landden zij in Engeland, verjoegen Eduard IV en Richard van Gloucester, die naar Bourgondië vluchtten en herstelden de macht van Hendrik VI in oktober 1470. Met de financiële steun van zijn schoonbroer Karel de Stoute rekruteerde Eduard IV echter een leger waarmee hij in maart 1471 Engeland binnenviel. Al spoedig werd hij vervoegd door zijn broer George van Clarence, die nogmaals van kant wisselde. De confrontatie met de Lancasterse troepen werd aangegaan op 14 april 1471 bij Barnet, ten noorden van Londen. In dit treffen, de Slag bij Barnet, vonden Warwick en zijn broer John Neville de dood. Hun lijken werden tentoongesteld in de oude Sint-Pauluskathedraal en vervolgens aan hun broer George toevertrouwd.

## Huwelijk en kinderen
Met Anne Beauchamp
- Isabel Neville, getrouwd met George van Clarence
- Anne Neville, getrouwd met Eduard van Westminster, en nadien met Richard van Gloucester, de toekomstige Richard III.

## Voorouders
| Voorouders van Richard Neville | Voorouders van Richard Neville                                | Voorouders van Richard Neville                                | Voorouders van Richard Neville                                | Voorouders van Richard Neville                                | Voorouders van Richard Neville                                   | Voorouders van Richard Neville                                   | Voorouders van Richard Neville                                   | Voorouders van Richard Neville                                   |
| ------------------------------ | ------------------------------------------------------------- | ------------------------------------------------------------- | ------------------------------------------------------------- | ------------------------------------------------------------- | ---------------------------------------------------------------- | ---------------------------------------------------------------- | ---------------------------------------------------------------- | ---------------------------------------------------------------- |
| Overgrootouders                | John Neville (1337-1388) ∞ Maud Percy (-)                     | John Neville (1337-1388) ∞ Maud Percy (-)                     | Jan van Gent (1340-1399) ∞ Katherine Swynford (1350-1403)     | Jan van Gent (1340-1399) ∞ Katherine Swynford (1350-1403)     | John Montagu (1350-1400) ∞ Maud Francis (1370 - 1424)            | John Montagu (1350-1400) ∞ Maud Francis (1370 - 1424)            | Thomas Holland (1350/54-1397) ∞ 1364 Alice FitzAlan (1350-1416)  | Thomas Holland (1350/54-1397) ∞ 1364 Alice FitzAlan (1350-1416)  |
| Grootouders                    | Ralph Neville (1364-1425) ∞ Johanna van Beaufort (1379-1440)  | Ralph Neville (1364-1425) ∞ Johanna van Beaufort (1379-1440)  | Ralph Neville (1364-1425) ∞ Johanna van Beaufort (1379-1440)  | Ralph Neville (1364-1425) ∞ Johanna van Beaufort (1379-1440)  | Thomas Montagu (1388-1428) ∞ 1406 Eleanor Holland (1386-na 1413) | Thomas Montagu (1388-1428) ∞ 1406 Eleanor Holland (1386-na 1413) | Thomas Montagu (1388-1428) ∞ 1406 Eleanor Holland (1386-na 1413) | Thomas Montagu (1388-1428) ∞ 1406 Eleanor Holland (1386-na 1413) |
| Ouders                         | Richard Neville (1400-1460) ∞ 1437 Alice Montague (1406-1462) | Richard Neville (1400-1460) ∞ 1437 Alice Montague (1406-1462) | Richard Neville (1400-1460) ∞ 1437 Alice Montague (1406-1462) | Richard Neville (1400-1460) ∞ 1437 Alice Montague (1406-1462) | Richard Neville (1400-1460) ∞ 1437 Alice Montague (1406-1462)    | Richard Neville (1400-1460) ∞ 1437 Alice Montague (1406-1462)    | Richard Neville (1400-1460) ∞ 1437 Alice Montague (1406-1462)    | Richard Neville (1400-1460) ∞ 1437 Alice Montague (1406-1462)    |
| Richard Neville (1428-1471)    |                                                               |                                                               |                                                               |                                                               |                                                                  |                                                                  |                                                                  |                                                                  |

Clarence en Gloucester verdeelden Warwicks ambten, titels en eigendommen onder elkaar: Clarence werd opperkamerheer van Engeland, gouverneur van Ierland en graaf van Warwick en Salisbury, Gloucester werd Lord Warden of the Marches en Admiraal van Engeland.